# Ilybius lineellus
Ilybius lineellus är en skalbaggsart som först beskrevs av Leconte 1861.  Ilybius lineellus ingår i släktet Ilybius och familjen dykare. Inga underarter finns listade i Catalogue of Life.